# Segunda Asturfutfem
La Segunda Asturfutfem, que en principio se iba a denominar Segunda RFFPA Femenina, es la segunda categoría de fútbol regional femenino en Asturias, constituyendo el sexto nivel de competición del sistema de ligas de fútbol de España. Se disputa desde 2023.
Se creó en 2023, formándose dos grupos, de 9 equipos el Grupo 1 y de 8 equipos el Grupo 2, en la temporada 2023-24.

## Formato
1. Primera Fase: Los tres primeros clasificados de cada grupo (en total seis) pasarán a disputar la Segunda fase por el ascenso a Primera Asturfutfem, y el resto de equipos participantes pasarán a disputar la Copa de la Liga Asturfutfem.
2. Segunda fase por el ascenso a Primera Asturfutfem: Los seis equipos clasiﬁcados se enfrentarán entre sí, en formato de liga a doble vuelta (10 jornadas), partiendo desde cero.
3. Ascenso: Al ﬁnalizar esta fase, los dos primeros clasiﬁcados ascenderán a Primera Asturfutfem.[1]

### Copa de la Liga Asturfutfem
1. Los participantes se dividirán en un grupo de tres y dos de cuatro equipos. Los equipos participantes se enfrentarán entre sí, en formato de liga a doble vuelta, partiendo desde cero. Al ﬁnalizar esta fase inicial los campeones de grupo y el mejor segundo se clasificarán para las semifinales de la Copa. Se enfrentarán, en semiﬁnales y a partido único, jugándose los partidos en casa del equipo mejor clasiﬁcado en liga.
2. Semifinal 1: Mejor 1º - Mejor 2º
3. Semifinal 2: 2º mejor 1º - 3º mejor 1º
4. Final: Los vencedores disputarán la ﬁnal, también a partido único en sede a determinar. En caso de empate al final del tiempo reglamentario en las semifinales y final, el ganador será el mejor clasiﬁcado en la fase inicial de la Copa de la Liga Asturfutfem